# فرودگاه آبی تیمینس/دریاچه پورکیوباین
فرودگاه آبی تیمینس/دریاچه پورکیوباین (به انگلیسی: Timmins/Porcupine Lake Water Aerodrome) یک فرودگاه همگانی است که یک باند فرود آب دارد. این فرودگاه در کشور کانادا قرار دارد و در ارتفاع ۲۷۴ متری از سطح دریا واقع شده است.